# Équation de Simon
L'équation de Simon est une équation empirique qui décrit la variation du point de fusion d'une substance en fonction de la pression. Elle a été proposée par Franz Simon et Gunther Glatzel en 1929.

## Équation originelle
L'équation de Simon s'écrit :
{\displaystyle P=P_{\star }\left[\left({\frac {T}{T_{0}}}\right)^{c}-1\right]\quad } ou {\displaystyle \quad T=T_{0}\,\left(1+{\frac {P}{P_{\star }}}\right)^{\frac {1}{c}}}
où :
{\displaystyle T} et {\displaystyle P} sont la température et la pression ({\displaystyle T} est le point de fusion à la pression {\displaystyle P}),
{\displaystyle T_{0}} est le point de fusion à pression nulle,
{\displaystyle P_{\star }} (exprimé en unités de pression, positif) et {\displaystyle c} (sans dimension, supérieur à 1) sont des paramètres empiriques.
En pratique, {\displaystyle T_{0}} peut souvent être confondu avec le point de fusion à pression ordinaire.

### Métastabilité
En dessous du point triple solide-liquide-gaz ({\displaystyle P<P_{\mathrm {T} }}, y compris {\displaystyle \,P<0}), l'équation de Simon décrit le prolongement métastable de la courbe de fusion.
L'équation de Simon vérifie le théorème de Nernst, selon lequel {\displaystyle \,{\frac {\mathrm {d} P}{\mathrm {d} T}}\to 0\,} quand {\displaystyle \,T\to 0}. De fait, il a été démontré en 2016 que l'équation de Simon est asymptotiquement exacte quand {\displaystyle \,T\to 0}.

## Dédimensionnalisation et états correspondants

### Dédimensionnalisation
Il peut être commode de dédimensionnaliser l'équation de Simon en posant :
{\displaystyle P'=P+P_{\star }\,,\quad {\tilde {P}}={\frac {P'}{P_{\star }}}\,,\quad {\tilde {T}}={\frac {T}{T_{0}}}}.
L'équation de Simon s'écrit alors :
{\displaystyle {\tilde {P}}={\tilde {T}}^{c}}.
Il est alors naturel de dédimensionnaliser aussi les grandeurs thermodynamiques que sont l'entropie de fusion {\displaystyle \Delta S} et le volume de fusion {\displaystyle \Delta V}, en posant :
{\displaystyle \Delta {\tilde {S}}={\frac {\Delta S}{R}},\quad \Delta {\tilde {V}}={\frac {P'}{R\,T}}\,\Delta V}.
La relation de Clapeyron {\displaystyle \,\mathrm {d} P/\mathrm {d} T=\Delta S/\Delta V\,} s'écrit alors :
{\displaystyle {\frac {\Delta {\tilde {S}}}{\Delta {\tilde {V}}}}=c}.

### États correspondants
Pour les 21 substances examinées par Faizullin et Skripov, la différence {\displaystyle \,\Delta {\tilde {S}}-\Delta {\tilde {V}}\,} ne varie qu'entre 0,37 et 0,74, et pour seulement 5 d'entre elles cette différence s'écarte de 0,61 de plus que 10 %. On observe donc une sorte de loi des états correspondants :
{\displaystyle \Delta {\tilde {S}}-\Delta {\tilde {V}}\approx 0{,}61}
donc :
{\displaystyle \Delta {\tilde {S}}\approx 0{,}61\,{\frac {c}{c-1}}\,,\quad \Delta {\tilde {V}}\approx {\frac {0{,}61}{c-1}}}.

## Extensions
Pour approcher au mieux les résultats expérimentaux, on peut complexifier l'équation en écrivant, sous forme dédimensionnalisée :
{\displaystyle {\tilde {P}}={\tilde {T}}^{a}f({\tilde {T}})}
où la fonction {\displaystyle f} implique un ou plusieurs paramètres supplémentaires, et {\displaystyle \,f({\tilde {T}})\to 1\,} quand {\displaystyle {\tilde {T}}\to 1}.
Faizullin et Skripov proposent deux formes pour la fonction {\displaystyle f} :
{\displaystyle f({\tilde {T}})=\mathrm {e} ^{b\,({\tilde {T}}-1)}}
et :
{\displaystyle f({\tilde {T}})=1-b\,{\tilde {T}}\,({\tilde {T}}-1)}.